# Coupe d'Europe des clubs de basket-ball en fauteuil roulant 2016
Pour un article plus général, voir Coupe d'Europe des clubs de basket-ball en fauteuil roulant.
Navigation
Saison précédente Saison suivante
La Coupe d'Europe des clubs de basket-ball en fauteuil roulant 2016, ou EuroCup 2016, est la 41e Coupe d'Europe des clubs de basket-ball en fauteuil roulant, organisée par l'IWBF Europe. CD Ilunion, après deux finales consécutivement perdues, remporte le titre européen pour la seconde fois de son histoire, mettant fin à la domination de Lahn-Dill (finaliste) et Galatasaray qui se sont partagé les victoires lors des huit précédentes éditions. Briantea84 Cantù prend la troisième place devant Santa Lucia.

## Changement de format de la Champion's Cup
Les phases finales changent de format dans un souci d'économies et en prévision de la refonte de l'organisation de l'EuroCup 1 la saison suivante. En conséquence, les rencontres de classement pour les équipes éliminées avant les demi-finales ne sont plus organisées (la nouvelle formule ne nécessitant plus l'utilisation d'une seconde salle pour le dernier jour de compétition) : les troisièmes de poules se rencontrent directement le samedi après-midi pour la 5e place, tandis que les quatrièmes font de même pour la 7e.

## Tour préliminaire

### Équipes dispensées de tour préliminaire (qualifications directes)
Les formations suivantes sont directement qualifiées pour la phase finale d'une des quatre coupes d'Europe, selon le tableau ci-dessous.
| Équipe                | Qualification directe pour          | Statut                                                   |
| --------------------- | ----------------------------------- | -------------------------------------------------------- |
| RSV Lahn-Dill         | EuroCup 1 Coupe des Clubs Champions | Champion d'Europe 2015                                   |
| BSC Rollers Zwickau   | EuroCup 1 Coupe des Clubs Champions | Club organisateur de la phase finale de l'EuroCup 1 2016 |
| BSR Valladolid        | EuroCup 2 Coupe André Vergauwen     | Club organisateur de la phase finale de l'EuroCup 2 2016 |
| CP Mideba Extremadura | EuroCup 3 Coupe Willi Brinkmann     | Club organisateur de la phase finale de l'EuroCup 3 2016 |
| KKI VRBAS Banja Luka  | EuroCup 4 Challenge Cup             | Club organisateur de la phase finale de l'EuroCup 4 2016 |

### Euroleague 1
L'Euroleague 1 qualifie quatre des cinq équipes de chacune de ses poules : les deux premières pour la Coupe des Champions (EuroCup 1), les deux suivantes respectivement pour les coupes Vergauwen et Brinkmann.

#### Groupe A
Le BSR Getafe, 4e de l'EuroCup 2 (disputée aussi à domicile) la saison passée, accueille le groupe le plus dense de l'Euroligue 1, avec trois équipes leaders de leurs championnats respectifs : les Italiens de Santa Lucia (3e de l'EuroCup 1), les Allemands de Thüringen (4e de l'EuroCup 1) et les Turcs de Besiktas (5e de l'EuroCup 2). S'ajoutent les Français du Cannet, double tenants du titre de l'EuroCup 3. Les rencontres sont retransmises en direct sur Getafe Television.
| Groupe A |                     |     |   |   |     |     |      |     |       |
|          | Équipe              | Pts | G | P | PP  | PC  | Diff | Dép | Moy   |
| 1        | SSD Santa Lucia     | 8   | 4 | 0 | 268 | 185 | +83  |     | 67-46 |
| 2        | Beşiktaş JK         | 6   | 2 | 2 | 254 | 230 | +24  | +14 | 64-58 |
| 3        | RSB Thüringia Bulls | 6   | 2 | 2 | 258 | 241 | +17  | +0  | 65-61 |
| 4        | BSR Getafe          | 6   | 2 | 2 | 255 | 277 | -22  | -14 | 64-69 |
| 5        | HB Le Cannet CA     | 4   | 0 | 4 | 205 | 307 | -102 |     | 51-77 |

| Légende | Légende                   |
| ------- | ------------------------- |
|         | Qualifié pour l'EuroCup 1 |
|         | Qualifié pour l'EuroCup 2 |
|         | Qualifié pour l'EuroCup 3 |
|         | Éliminé                   |

| Santa Lucia · Roma Thüringia Beşiktaş Le Cannet Getafe |

#### Groupe B
Le Groupe B est organisé par l'Amicacci Giulianova, qui a choisi de délocaliser les rencontres à quelques kilomètres de son terrain habituel, à Alba Adriatica. Organisateurs de l'EuroCup 1 l'an passé (dont ils ont terminé derniers), les Italiens reçoivent leurs compatriotes de Cantù (champions d'Italie en titre), les Turcs de Galatasaray, les Français de Meaux (3e de l'EuroCup 2) et les Espagnols de Gran Canaria. Les rencontres sont retransmises en direct en streaming sur le site internet du club de l'Amicacci.
| Groupe B |                             |     |   |   |     |     |      |     |       |
|          | Équipe                      | Pts | G | P | PP  | PC  | Diff | Dép | Moy   |
| 1        | Unipol Sai Briantea84 Cantù | 8   | 4 | 0 | 300 | 250 | +50  |     | 75-63 |
| 2        | Galatasaray SK              | 7   | 3 | 1 | 291 | 225 | +66  |     | 73-56 |
| 3        | CS Meaux BF                 | 6   | 2 | 2 | 249 | 282 | -33  |     | 62-71 |
| 4        | BSR ACE Gran Canaria        | 5   | 1 | 3 | 263 | 297 | -34  |     | 66-74 |
| 5        | DECO Amicacci Giulianova    | 4   | 0 | 4 | 252 | 301 | -49  |     | 63-75 |

| Légende | Légende                   |
| ------- | ------------------------- |
|         | Qualifié pour l'EuroCup 1 |
|         | Qualifié pour l'EuroCup 2 |
|         | Qualifié pour l'EuroCup 3 |
|         | Éliminé                   |

| Giulianova Cantù Galatasaray Meaux Gran Canaria |

#### Groupe C
Le groupe C est organisé à Hambourg, qui participe pour la première fois à ce niveau de la compétition mais est en pleine ascension dans la hiérarchie européenne. Sont présents les vice-champions d'Europe d'Ilunion Madrid, les Français de Hyères (2e de l'EuroCup 2), les Italiens de Porto Torres et les Israéliens de Tel Aviv.
| Groupe C |                        |     |   |   |     |     |      |     |       |
|          | Équipe                 | Pts | G | P | PP  | PC  | Diff | Dép | Moy   |
| 1        | CD Ilunion Madrid      | 8   | 4 | 0 | 350 | 210 | +140 |     | 88-53 |
| 2        | GSD Porto Torres       | 7   | 3 | 1 | 267 | 255 | +12  |     | 67-64 |
| 3        | BG Baskets Hamburg     | 6   | 2 | 2 | 265 | 261 | +4   |     | 66-65 |
| 4        | Hyères HC              | 5   | 1 | 3 | 269 | 292 | -23  |     | 67-73 |
| 5        | Beit Halochem Tel Aviv | 4   | 0 | 4 | 198 | 331 | -133 |     | 50-83 |

| Légende | Légende                   |
| ------- | ------------------------- |
|         | Qualifié pour l'EuroCup 1 |
|         | Qualifié pour l'EuroCup 2 |
|         | Qualifié pour l'EuroCup 3 |
|         | Éliminé                   |

| Hambourg Madrid Hyères Porto Torres Tel Aviv |

### Euroleague 2
L'Euroleague 2 donne accès aux trois dernières coupes d'Europe (Vergauwen, Brinkmann et Challenge Cup) pour les trois premières équipes de chaque poule.

#### Groupe A
Toulouse, rétrogradé en Euroligue 2, en reçoit le groupe A du tour préliminaire. Sixièmes de l'EuroCup 3 en 2015, les Français retrouvent les Allemands de Köln (3e de cette compétition) et les Israéliens de Ramat Gan (battus par les précédents pour la médaille de bronze). Seront aussi présents les équipes de Saint-Pétersbourg (habitués à ce niveau) et les Français de CAPSAAA (repêchés du championnat de France de Nationale B).
| Groupe A |                                   |     |   |   |     |     |      |     |       |
|          | Équipe                            | Pts | G | P | Pm  | Pe  | Diff | Dép | Moy   |
| 1        | Ilan Ramat Gan                    | 8   | 4 | 0 | 303 | 220 | +83  |     | 76-55 |
| 2        | Toulouse Iron Club                | 7   | 3 | 1 | 265 | 252 | +13  |     | 66-63 |
| 3        | RSC Köln 99ers                    | 6   | 2 | 2 | 258 | 259 | -1   |     | 65-65 |
| 4        | BasKi Neva Star Sankt-Petersbourg | 5   | 1 | 3 | 227 | 261 | -34  |     | 57-65 |
| 5        | CAPSAAA Paris                     | 4   | 0 | 4 | 221 | 282 | -61  |     | 55-71 |

| Légende | Légende                   |
| ------- | ------------------------- |
|         | Qualifié pour l'EuroCup 2 |
|         | Qualifié pour l'EuroCup 3 |
|         | Qualifié pour l'EuroCup 4 |
|         | Éliminé                   |

| Toulouse Köln Ramat Gan BasKi Paris |

#### Groupe B
Les Pilatus Dragons reçoivent de nouveau un groupe du tour préliminaire, après leur 8e place de l'EuroCup 3 en 2015. Deux équipes classées en EuroCup 4 sont présentes : Varèse (2e) et Oldham (4e). Bordeaux et Anvers sont quant à elles des équipes rodées à ce niveau de compétition.
| Groupe B |                                    |     |   |   |     |     |      |     |       |
|          | Équipe                             | Pts | G | P | Pm  | Pe  | Diff | Dép | Moy   |
| 1        | ASD Handicap Sport Cimberia Varese | 8   | 4 | 0 | 300 | 213 | +87  |     | 75-53 |
| 2        | Oldham Owls                        | 7   | 3 | 1 | 252 | 221 | +31  |     | 63-55 |
| 3        | Pilatus Dragons RCZS               | 6   | 2 | 2 | 270 | 267 | +3   |     | 68-67 |
| 4        | Antwerp GEMBO Players              | 5   | 1 | 3 | 224 | 289 | -75  |     | 56-72 |
| 5        | Léopards de Guyenne Bordeaux       | 4   | 0 | 4 | 224 | 280 | -66  |     | 56-70 |

| Légende | Légende                   |
| ------- | ------------------------- |
|         | Qualifié pour l'EuroCup 2 |
|         | Qualifié pour l'EuroCup 3 |
|         | Qualifié pour l'EuroCup 4 |
|         | Éliminé                   |

| Pilatus Dragons Bordeaux Oldham Varese Antwerp |

#### Groupe C
Meylan, 7e de l'EuroCup 4 en 2015, reçoit de nouveau le groupe C à Gières. Yalova (3e de l'EuroCup 4) fait figure de favoris, devant les habitués de Haïfa, Nevskiy Alyans et Meyrin.
| Groupe C |                                       |     |   |   |     |     |      |     |       |
|          | Équipe                                | Pts | G | P | Pm  | Pe  | Diff | Dép | Moy   |
| 1        | BKIS Nevskiy Alyans Sankt-Petersbourg | 7   | 3 | 1 | 283 | 232 | +51  | +9  | 71-58 |
| 2        | Yalova Ortopedikler SK                | 7   | 3 | 1 | 259 | 226 | +33  | +2  | 65-57 |
| 3        | Beit Halochem Haïfa                   | 7   | 3 | 1 | 252 | 258 | -6   | -11 | 63-65 |
| 4        | Meylan Grenoble Handibasket           | 5   | 1 | 3 | 219 | 243 | -24  |     | 55-61 |
| 5        | Aigles de Meyrin                      | 4   | 0 | 4 | 229 | 283 | -54  |     | 57-71 |

| Légende | Légende                   |
| ------- | ------------------------- |
|         | Qualifié pour l'EuroCup 2 |
|         | Qualifié pour l'EuroCup 3 |
|         | Qualifié pour l'EuroCup 4 |
|         | Éliminé                   |

| Meylan Haïfa Nevskiy Alyans Yalova Meyrin |

#### Groupe D
Le groupe D est organisé en Autriche par les Sitting Bulls. Cinquièmes de l'EuroCup 4 l'an passé (meilleure performance de leur histoire en Coupe d'Europe), ils accueillent une poule relevée avec Padova (7e de l'EuroCup 3 et habitué des phases finales européennes) et le KKTC (6e de l'EuroCup 4 derrière les Autrichiens, qui les y avaient dominés 79-74). Les Lituaniens de Kaunas et les Français de Lannion (évoluant en Nationale B) semblent un niveau en-dessous. Les Lituaniens sont finalement remplacés fin février par les Néerlandais du SC De Veluwse Doordouwers (SC DeVeDo), champions des Pays-Bas en 2014 et 2015.
| Groupe D |                                     |     |   |   |     |     |      |     |       |
|          | Équipe                              | Pts | G | P | Pm  | Pe  | Diff | Dép | Moy   |
| 1        | Interwetten Coloplast Sitting Bulls | 7   | 3 | 1 | 274 | 203 | +71  | +5  | 69-51 |
| 2        | ASD Padova Millennium Basket ONLUS  | 7   | 3 | 1 | 315 | 237 | +78  | +1  | 79-59 |
| 3        | KK Turkcell Lefkoşa                 | 7   | 3 | 1 | 266 | 238 | +28  | -6  | 67-60 |
| 4        | CTH Lannion                         | 5   | 1 | 3 | 227 | 304 | -77  |     | 57-76 |
| 5        | SC DeVeDo                           | 4   | 0 | 4 | 212 | 312 | -100 |     | 53-78 |

| Légende | Légende                   |
| ------- | ------------------------- |
|         | Qualifié pour l'EuroCup 2 |
|         | Qualifié pour l'EuroCup 3 |
|         | Qualifié pour l'EuroCup 4 |
|         | Éliminé                   |

| Padova Lefkoşa Lannion Sitting Bulls DeVeDo |

### Euroleague 3
L'Euroleague 3 est la dernière division du tour préliminaire. Seules les équipes classées en tête de leur groupe sont qualifiées pour la phase finale de l'EuroCup 4.

#### Groupe A
Le groupe A, attribué à Bergame, est délocalisé à Gorle, avec les Espagnols de Bilbao, les Néerlandais d'Only Friends, les Autrichiens des Flink Stones et les Bosniaques de Gradačac. Aucune de ces équipes n'a encore participé à une phase finale de la Coupe d'Europe jusqu'à présent malgré leurs apparitions récurrentes en Euroligue 3.
| Groupe A |                           |     |   |   |     |     |      |     |       |
|          | Équipe                    | Pts | G | P | Pm  | Pe  | Diff | Dép | Moy   |
| 1        | Bidaideak Bilbao BSR      | 8   | 4 | 0 | 358 | 147 | +211 |     | 90-37 |
| 2        | Special Bergamo Sport     | 7   | 3 | 1 | 194 | 213 | -19  |     | 49-53 |
| 3        | KIK Zmaj Gradačac         | 6   | 2 | 2 | 225 | 225 | +0   |     | 56-56 |
| 4        | SC Only Friends Amsterdam | 5   | 1 | 3 | 151 | 244 | -93  |     | 38-61 |
| 5        | RBB Flink Stones Graz     | 4   | 0 | 4 | 170 | 269 | -99  |     | 43-67 |

| Légende | Légende                   |
| ------- | ------------------------- |
|         | Qualifié pour l'EuroCup 4 |
|         | Éliminé                   |

| Bergame Bilbao Amsterdam Graz Gradačac |

#### Groupe B
Albacete organise le groupe B du tour préliminaire pour l'Euroligue 3. Les vainqueurs de l'EuroCup 4 en 2015 retrouvent les Turcs de Karabük (déjà affrontés en Euroligue 3 la saison passée et battus sur le score de 64-63), avec Jérusalem, Trévise et l'Essex. Les rencontres sont retransmises en direct sur Getafe Television.
| Groupe B |                             |     |   |   |     |     |      |     |       |
|          | Équipe                      | Pts | G | P | Pm  | Pe  | Diff | Dép | Moy   |
| 1        | BSR Amiab Albacete          | 8   | 4 | 0 | 358 | 161 | +197 |     | 90-40 |
| 2        | Kardemir Karabükspor Kulübü | 7   | 3 | 1 | 348 | 195 | +153 |     | 87-49 |
| 3        | Essex Outlaws WBC           | 6   | 2 | 2 | 184 | 252 | -68  |     | 46-63 |
| 4        | PDM Treviso                 | 5   | 1 | 3 | 179 | 289 | -110 |     | 45-72 |
| 5        | Beit Halochem Jerusalem     | 4   | 0 | 4 | 130 | 302 | -172 |     | 33-76 |

| Légende | Légende                   |
| ------- | ------------------------- |
|         | Qualifié pour l'EuroCup 4 |
|         | Éliminé                   |

| Albacete Karabük Jérusalem Trévise Essex |

#### Groupe C
Le groupe C est organisé en Allemagne par le club de Wiesbaden pour sa première participation à une compétition continentale. Sont présents les habitués des London Titans, les Polonais de Konstancin, les Russes de Kazan et les Turcs de Pendik.
| Groupe C |                                 |     |   |   |     |     |      |     |       |
|          | Équipe                          | Pts | G | P | Pm  | Pe  | Diff | Dép | Moy   |
| 1        | TSK Rehab Merkezi Engelliler SK | 8   | 4 | 0 | 261 | 182 | +79  |     | 65-46 |
| 2        | Rhine River Rhinos Wiesbaden    | 7   | 3 | 1 | 262 | 195 | +67  |     | 66-49 |
| 3        | London Titans                   | 6   | 2 | 2 | 238 | 176 | +62  |     | 60-44 |
| 4        | Krylja Barsa Kazan              | 5   | 1 | 3 | 190 | 270 | -80  |     | 48-68 |
| 5        | IKS GTM Konstancin              | 4   | 0 | 4 | 168 | 296 | -128 |     | 42-74 |

| Légende | Légende                   |
| ------- | ------------------------- |
|         | Qualifié pour l'EuroCup 4 |
|         | Éliminé                   |

| Wiesbaden Londres Konstancin Kazan Pendik |

## Finales

### Eurocup 1: Coupe des Clubs Champions
Le Rollers Zwickau retrouve la première coupe européenne en tant qu'organisateur de la phase finale, dans deux salles de sa ville,. La composition des poules a été annoncée après le tour préliminaire de l'Euroligue (EL) :
| Poule A - BSC Rollers Zwickau (organisateur) - SSD Santa Lucia (1er du groupe A de l'EL1) - CD Ilunion Madrid (1er du groupe C de l'EL1) - Galatasaray SK (2e du groupe B de l'EL1) | Poule B - RSV Lahn-Dill (champion d'Europe en titre) - Unipol Sai Briantea84 Cantù (1er du groupe B de l'EL1) - Beşiktaş JK (2e du groupe A de l'EL1) - GSD Porto Torres (2e du groupe C de l'EL1) |

| Zwickau Lahn-Dill Beşiktaş Santa · Lucia Madrid Galatasaray Porto · Torres Cantù |

#### Phase de groupes
Groupe A

| Groupe A | Groupe A            | Groupe A | Groupe A | Groupe A | Groupe A | Groupe A | Groupe A | Groupe A | Groupe A |
|          | Équipe              | Pts      | G        | P        | Pm       | Pe       | Diff     | Dép      | Moy      |
| -------- | ------------------- | -------- | -------- | -------- | -------- | -------- | -------- | -------- | -------- |
| 1        | CD Ilunion Madrid   | 6        | 3        | 0        | 215      | 150      | +65      |          | 72-50    |
| 2        | SSD Santa Lucia     | 5        | 2        | 1        | 191      | 183      | +8       |          | 64-61    |
| 3        | Galatasaray SK      | 4        | 1        | 2        | 158      | 179      | -21      |          | 53-60    |
| 4        | BSC Rollers Zwickau | 3        | 0        | 3        | 153      | 205      | -52      |          | 51-68    |

| Légende | Légende                               |
| ------- | ------------------------------------- |
|         | Qualifié pour les 1/2 finales         |
|         | Reversé dans le tableau de classement |

Groupe B

| Groupe B | Groupe B                    | Groupe B | Groupe B | Groupe B | Groupe B | Groupe B | Groupe B | Groupe B | Groupe B |
|          | Équipe                      | Pts      | G        | P        | Pm       | Pe       | Diff     | Dép      | Moy      |
| -------- | --------------------------- | -------- | -------- | -------- | -------- | -------- | -------- | -------- | -------- |
| 1        | RSV Lahn-Dill               | 6        | 3        | 0        | 203      | 171      | +32      |          | 68-57    |
| 2        | Unipol Sai Briantea84 Cantù | 5        | 2        | 1        | 198      | 194      | +4       |          | 66-65    |
| 3        | Beşiktaş JK                 | 4        | 1        | 2        | 199      | 219      | -20      |          | 66-73    |
| 4        | GSD Porto Torres            | 3        | 0        | 3        | 195      | 211      | -16      |          | 65-70    |

| Légende | Légende                               |
| ------- | ------------------------------------- |
|         | Qualifié pour les 1/2 finales         |
|         | Reversé dans le tableau de classement |

#### Tableau final
Les équipes classées aux deux premières places de chaque groupe se disputent le titre.
|  | 1/2 finales                                       | 1/2 finales                              |                   |    | Finale                                   | Finale                                   |
|  | 1/2 finales                                       | 1/2 finales                              |                   |    | Finale                                   | Finale                                   |
|  |                                                   |                                          |                   |    |                                          |                                          |
|  | 7 mai 2016, à Zwickau (Sporthalle Mosel)          | 7 mai 2016, à Zwickau (Sporthalle Mosel) |                   |    | 8 mai 2016, à Zwickau (Sporthalle Mosel) | 8 mai 2016, à Zwickau (Sporthalle Mosel) |
|  | 7 mai 2016, à Zwickau (Sporthalle Mosel)          | 7 mai 2016, à Zwickau (Sporthalle Mosel) |                   |    | 8 mai 2016, à Zwickau (Sporthalle Mosel) | 8 mai 2016, à Zwickau (Sporthalle Mosel) |
|  | CD Ilunion Madrid                                 | 73                                       |                   |    | 8 mai 2016, à Zwickau (Sporthalle Mosel) | 8 mai 2016, à Zwickau (Sporthalle Mosel) |
|  | CD Ilunion Madrid                                 | 73                                       |                   |    | 8 mai 2016, à Zwickau (Sporthalle Mosel) | 8 mai 2016, à Zwickau (Sporthalle Mosel) |
|  | Unipol Sai Briantea84 Cantù                       | 54                                       |                   |    | 8 mai 2016, à Zwickau (Sporthalle Mosel) | 8 mai 2016, à Zwickau (Sporthalle Mosel) |
|  | Unipol Sai Briantea84 Cantù                       | 54                                       | CD Ilunion Madrid | 71 |                                          |                                          |
|  | 7 mai 2016, à Zwickau (Sporthalle Käthe Kollwitz) |                                          | CD Ilunion Madrid | 71 |                                          |                                          |
|  |                                                   | RSV Lahn-Dill                            | 45                |    |                                          |                                          |
|  | RSV Lahn-Dill                                     | RSV Lahn-Dill                            | 45                | 51 |                                          |                                          |
|  | RSV Lahn-Dill                                     |                                          |                   | 51 |                                          |                                          |
|  | SSD Santa Lucia                                   | 39                                       |                   |    |                                          |                                          |
|  | SSD Santa Lucia                                   | 39                                       | 3e place          |    |                                          |                                          |
|  |                                                   |                                          |                   |    |                                          |                                          |
|  | 8 mai 2016, à Zwickau (Sporthalle Mosel)          |                                          |                   |    |                                          |                                          |
|  |                                                   |                                          |                   |    |                                          |                                          |
|  | Unipol Sai Briantea84 Cantù                       | 74                                       |                   |    |                                          |                                          |
|  | Unipol Sai Briantea84 Cantù                       | 74                                       |                   |    |                                          |                                          |
|  | SSD Santa Lucia                                   | 64                                       |                   |    |                                          |                                          |
|  | SSD Santa Lucia                                   | 64                                       |                   |    |                                          |                                          |

Les équipes classées troisièmes de leur groupe s'affrontent pour la 5e place du tournoi, de même que les quatrièmes pour la 7e place. La rencontre entre Galatasaray et Besiktas est annulée en raison d'une bagarre générale entre une soixantaine de supporters des deux équipes avant le début du match.
|  | 5e place                                          |   |
|  |                                                   |   |
|  | 7 mai 2016, à Zwickau (Sporthalle Käthe Kollwitz) |   |
|  |                                                   |   |
|  | Galatasaray SK                                    | - |
|  | Galatasaray SK                                    | - |
|  | Beşiktaş JK                                       | - |
|  | Beşiktaş JK                                       | - |

|  | 7e place                                 |    |
|  |                                          |    |
|  | 7 mai 2016, à Zwickau (Sporthalle Mosel) |    |
|  |                                          |    |
|  | BSC Rollers Zwickau                      | 52 |
|  | BSC Rollers Zwickau                      | 52 |
|  | GSD Porto Torres                         | 63 |
|  | GSD Porto Torres                         | 63 |

### Eurocup 2: Coupe André Vergauwen
L'EuroCup 2 est organisée par le BSR Valladolid, deuxième de l'EuroCup 3 la saison passée. Meaux (troisième en 2015) et Hambourg (sixième) sont de nouveau présents, et favoris avec Thüringen (4e de l'EuroCup 1 en 2015) qui a de façon surprenante manqué la qualification pour la Champions Cup. La composition des poules a été annoncée après le tour préliminaire de l'Euroligue (EL) :
| Poule A - BSR Fundación Grupo Norte Valladolid (organisateur) - RSB Thüringia Bulls (3e du groupe A de l'EL1) - Ilan Ramat Gan (1er du groupe A de l'EL2) - BKIS Nevskiy Alyans Sankt-Petersbourg (1er du groupe C de l'EL2) | Poule B - CS Meaux BF (3e du groupe B de l'EL1) - BG Baskets Hamburg (3e du groupe C de l'EL1) - ASD Handicap Sport Cimberia Varese (1er du groupe B de l'EL2) - Interwetten Coloplast Sitting Bulls (1er du groupe D de l'EL1) |

| Valladolid Thüringia Ramat Gan Nevskiy Alyans Meaux Hambourg Varese Sitting Bulls |

#### Phase de groupes
Groupe A

| Groupe A | Groupe A                              | Groupe A | Groupe A | Groupe A | Groupe A | Groupe A | Groupe A | Groupe A | Groupe A |
|          | Équipe                                | Pts      | G        | P        | Pm       | Pe       | Diff     | Dép      | Moy      |
| -------- | ------------------------------------- | -------- | -------- | -------- | -------- | -------- | -------- | -------- | -------- |
| 1        | RSB Thüringia Bulls                   | 6        | 3        | 0        | 217      | 135      | +82      |          | 72-45    |
| 2        | BSR Fundación Grupo Norte Valladolid  | 4        | 1        | 2        | 170      | 166      | +4       | +26      | 57-55    |
| 3        | Ilan Ramat Gan                        | 4        | 1        | 2        | 160      | 188      | -28      | +5       | 53-63    |
| 4        | BKIS Nevskiy Alyans Sankt-Petersbourg | 4        | 1        | 2        | 149      | 207      | -58      | -31      | 50-69    |

| Légende | Légende                               |
| ------- | ------------------------------------- |
|         | Qualifié pour les 1/2 finales         |
|         | Reversé dans le tableau de classement |

Groupe B

| Groupe B | Groupe B                            | Groupe B | Groupe B | Groupe B | Groupe B | Groupe B | Groupe B | Groupe B | Groupe B |
|          | Équipe                              | Pts      | G        | P        | Pm       | Pe       | Diff     | Dép      | Moy      |
| -------- | ----------------------------------- | -------- | -------- | -------- | -------- | -------- | -------- | -------- | -------- |
| 1        | BG Baskets Hamburg                  | 6        | 3        | 0        | 198      | 171      | +26      |          | 66-57    |
| 2        | CS Meaux BF                         | 5        | 2        | 1        | 191      | 154      | +37      |          | 64-51    |
| 3        | ASD Handicap Sport Cimberia Varese  | 4        | 1        | 2        | 193      | 185      | +8       |          | 64-62    |
| 4        | Interwetten Coloplast Sitting Bulls | 3        | 0        | 3        | 143      | 215      | -72      |          | 48-72    |

| Légende | Légende                               |
| ------- | ------------------------------------- |
|         | Qualifié pour les 1/2 finales         |
|         | Reversé dans le tableau de classement |

#### Tableau final
Les équipes classées aux deux premières places de chaque groupe se disputent le titre.
|  | 1/2 finales                                     | 1/2 finales                                     |                     |    | Finale                                          | Finale                                          |
|  | 1/2 finales                                     | 1/2 finales                                     |                     |    | Finale                                          | Finale                                          |
|  |                                                 |                                                 |                     |    |                                                 |                                                 |
|  | 23 avril 2016, à Valladolid (Pabellón Pisuerga) | 23 avril 2016, à Valladolid (Pabellón Pisuerga) |                     |    | 24 avril 2016, à Valladolid (Pabellón Pisuerga) | 24 avril 2016, à Valladolid (Pabellón Pisuerga) |
|  | 23 avril 2016, à Valladolid (Pabellón Pisuerga) | 23 avril 2016, à Valladolid (Pabellón Pisuerga) |                     |    | 24 avril 2016, à Valladolid (Pabellón Pisuerga) | 24 avril 2016, à Valladolid (Pabellón Pisuerga) |
|  | RSB Thüringia Bulls                             | 83                                              |                     |    | 24 avril 2016, à Valladolid (Pabellón Pisuerga) | 24 avril 2016, à Valladolid (Pabellón Pisuerga) |
|  | RSB Thüringia Bulls                             | 83                                              |                     |    | 24 avril 2016, à Valladolid (Pabellón Pisuerga) | 24 avril 2016, à Valladolid (Pabellón Pisuerga) |
|  | CS Meaux BF                                     | 53                                              |                     |    | 24 avril 2016, à Valladolid (Pabellón Pisuerga) | 24 avril 2016, à Valladolid (Pabellón Pisuerga) |
|  | CS Meaux BF                                     | 53                                              | RSB Thüringia Bulls | 79 |                                                 |                                                 |
|  | 23 avril 2016, à Valladolid (Pabellón Pisuerga) |                                                 | RSB Thüringia Bulls | 79 |                                                 |                                                 |
|  |                                                 | BG Baskets Hamburg                              | 49                  |    |                                                 |                                                 |
|  | BG Baskets Hamburg                              | BG Baskets Hamburg                              | 49                  | 68 |                                                 |                                                 |
|  | BG Baskets Hamburg                              |                                                 |                     | 68 |                                                 |                                                 |
|  | BSR Fundación Grupo Norte Valladolid            | 58                                              |                     |    |                                                 |                                                 |
|  | BSR Fundación Grupo Norte Valladolid            | 58                                              | 3e place            |    |                                                 |                                                 |
|  |                                                 |                                                 |                     |    |                                                 |                                                 |
|  | 24 avril 2016, à Valladolid (Pabellón Pisuerga) |                                                 |                     |    |                                                 |                                                 |
|  |                                                 |                                                 |                     |    |                                                 |                                                 |
|  | CS Meaux BF                                     | 58                                              |                     |    |                                                 |                                                 |
|  | CS Meaux BF                                     | 58                                              |                     |    |                                                 |                                                 |
|  | BSR Fundación Grupo Norte Valladolid            | 57                                              |                     |    |                                                 |                                                 |
|  | BSR Fundación Grupo Norte Valladolid            | 57                                              |                     |    |                                                 |                                                 |

Les équipes classées troisièmes de leur groupe s'affrontent pour la 5e place du tournoi, de même que les quatrièmes pour la 7e place.
|  | 5e place                                        |    |
|  |                                                 |    |
|  | 23 avril 2016, à Valladolid (Pabellón Pisuerga) |    |
|  |                                                 |    |
|  | Ilan Ramat Gan                                  | 61 |
|  | Ilan Ramat Gan                                  | 61 |
|  | ASD Handicap Sport Cimberia Varese              | 80 |
|  | ASD Handicap Sport Cimberia Varese              | 80 |

|  | 7e place                                        |    |
|  |                                                 |    |
|  | 23 avril 2016, à Valladolid (Pabellón Pisuerga) |    |
|  |                                                 |    |
|  | BKIS Nevskiy Alyans Sankt-Petersbourg           | 58 |
|  | BKIS Nevskiy Alyans Sankt-Petersbourg           | 58 |
|  | Interwetten Coloplast Sitting Bulls             | 70 |
|  | Interwetten Coloplast Sitting Bulls             | 70 |

### Eurocup 3: Coupe Willi Brinkmann
L'EuroCup 3 retrouve Badajoz sous l'organisation du CP Mideba Extremadura, médaillé en EuroCup 4 en 2013 (premier) et 2014 (troisième). Les Français du Cannet, doubles tenants du titre, ne sont pas présents cette année. La composition des poules a été annoncée après le tour préliminaire de l'Euroligue (EL) :
Cependant, la Commission sportives de l'IWBF Europe annonce le 5 avril le retrait de l'équipe de Hyères, pourtant favorite de la Coupe Willi Brinkmann. Elle est remplacée par les Italiens de l'Amicacci Giulianova. Cela qui engendre un remaniement des groupes afin de séparer les équipes d'une même fédération : Gran Canaria change de poule pour prendre la place de Hyères, et Giulianova intègre le groupe A à la place des Espagnols.
| Poule A - CP Mideba Extremadura (organisateur) - DECO Amicacci Giulianova (5e du groupe B de l'EL1) - Toulouse Iron Club (2e du groupe A de l'EL2) - Yalova Ortopedikler SK (2e du groupe C de l'EL2) | Poule B - BSR Getafe (4e du groupe A de l'EL1) - BSR ACE Gran Canaria (4e du groupe B de l'EL1) - Oldham Owls (2e du groupe B de l'EL2) - ASD Padova Millennium Basket ONLUS (2e du groupe D de l'EL2) |

| Mideba Gran Canaria Toulouse Yalova Getafe Giulianova Oldham Padova |

#### Phase de groupes
Groupe A

| Groupe A | Groupe A                 | Groupe A | Groupe A | Groupe A | Groupe A | Groupe A | Groupe A | Groupe A | Groupe A |
|          | Équipe                   | Pts      | G        | P        | Pm       | Pe       | Diff     | Dép      | Moy      |
| -------- | ------------------------ | -------- | -------- | -------- | -------- | -------- | -------- | -------- | -------- |
| 1        | CP Mideba Extremadura    | 6        | 3        | 0        | 191      | 109      | +82      |          | 64-36    |
| 2        | DECO Amicacci Giulianova | 5        | 2        | 1        | 221      | 155      | +66      |          | 74-52    |
| 3        | Toulouse Iron Club       | 4        | 1        | 2        | 145      | 182      | -37      |          | 48-61    |
| 4        | Yalova Ortopedikler SK   | 3        | 0        | 3        | 118      | 229      | -111     |          | 39-76    |

| Légende | Légende                               |
| ------- | ------------------------------------- |
|         | Qualifié pour les 1/2 finales         |
|         | Reversé dans le tableau de classement |

Groupe B

| Groupe B | Groupe B                           | Groupe B | Groupe B | Groupe B | Groupe B | Groupe B | Groupe B | Groupe B | Groupe B |
|          | Équipe                             | Pts      | G        | P        | Pm       | Pe       | Diff     | Dép      | Moy      |
| -------- | ---------------------------------- | -------- | -------- | -------- | -------- | -------- | -------- | -------- | -------- |
| 1        | BSR ACE Gran Canaria               | 6        | 3        | 0        | 220      | 170      | +50      |          | 73-57    |
| 2        | BSR Getafe                         | 5        | 2        | 1        | 208      | 156      | +52      |          | 69-52    |
| 3        | Oldham Owls                        | 4        | 1        | 2        | 157      | 202      | -45      |          | 52-67    |
| 4        | ASD Padova Millennium Basket ONLUS | 3        | 0        | 3        | 166      | 223      | -57      |          | 55-74    |

| Légende | Légende                               |
| ------- | ------------------------------------- |
|         | Qualifié pour les 1/2 finales         |
|         | Reversé dans le tableau de classement |

#### Tableau final
Les équipes classées aux deux premières places de chaque groupe se disputent le titre.
|  | 1/2 finales                                       | 1/2 finales                                       |            |    | Finale                                            | Finale                                            |
|  | 1/2 finales                                       | 1/2 finales                                       |            |    | Finale                                            | Finale                                            |
|  |                                                   |                                                   |            |    |                                                   |                                                   |
|  | 23 avril 2016, à Badajoz (Pabellón La Granadilla) | 23 avril 2016, à Badajoz (Pabellón La Granadilla) |            |    | 24 avril 2016, à Badajoz (Pabellón La Granadilla) | 24 avril 2016, à Badajoz (Pabellón La Granadilla) |
|  | 23 avril 2016, à Badajoz (Pabellón La Granadilla) | 23 avril 2016, à Badajoz (Pabellón La Granadilla) |            |    | 24 avril 2016, à Badajoz (Pabellón La Granadilla) | 24 avril 2016, à Badajoz (Pabellón La Granadilla) |
|  | CP Mideba Extremadura                             | 53                                                |            |    | 24 avril 2016, à Badajoz (Pabellón La Granadilla) | 24 avril 2016, à Badajoz (Pabellón La Granadilla) |
|  | CP Mideba Extremadura                             | 53                                                |            |    | 24 avril 2016, à Badajoz (Pabellón La Granadilla) | 24 avril 2016, à Badajoz (Pabellón La Granadilla) |
|  | BSR Getafe                                        | 70                                                |            |    | 24 avril 2016, à Badajoz (Pabellón La Granadilla) | 24 avril 2016, à Badajoz (Pabellón La Granadilla) |
|  | BSR Getafe                                        | 70                                                | BSR Getafe | 83 |                                                   |                                                   |
|  | 23 avril 2016, à Badajoz (Pabellón Juancho Pérez) |                                                   | BSR Getafe | 83 |                                                   |                                                   |
|  |                                                   | DECO Amicacci Giulianova                          | 57         |    |                                                   |                                                   |
|  | BSR ACE Gran Canaria                              | DECO Amicacci Giulianova                          | 57         | 55 |                                                   |                                                   |
|  | BSR ACE Gran Canaria                              |                                                   |            | 55 |                                                   |                                                   |
|  | DECO Amicacci Giulianova                          | 67                                                |            |    |                                                   |                                                   |
|  | DECO Amicacci Giulianova                          | 67                                                | 3e place   |    |                                                   |                                                   |
|  |                                                   |                                                   |            |    |                                                   |                                                   |
|  | 24 avril 2016, à Badajoz (Pabellón La Granadilla) |                                                   |            |    |                                                   |                                                   |
|  |                                                   |                                                   |            |    |                                                   |                                                   |
|  | CP Mideba Extremadura                             | 48                                                |            |    |                                                   |                                                   |
|  | CP Mideba Extremadura                             | 48                                                |            |    |                                                   |                                                   |
|  | BSR ACE Gran Canaria                              | 51                                                |            |    |                                                   |                                                   |
|  | BSR ACE Gran Canaria                              | 51                                                |            |    |                                                   |                                                   |

Les équipes classées troisièmes de leur groupe s'affrontent pour la 5e place du tournoi, de même que les quatrièmes pour la 7e place.
|  | 5e place                                          |    |
|  |                                                   |    |
|  | 23 avril 2016, à Badajoz (Pabellón La Granadilla) |    |
|  |                                                   |    |
|  | Toulouse Iron Club                                | 60 |
|  | Toulouse Iron Club                                | 60 |
|  | Oldham Owls                                       | 58 |
|  | Oldham Owls                                       | 58 |

|  | 7e place                                          |    |
|  |                                                   |    |
|  | 23 avril 2016, à Badajoz (Pabellón Juancho Pérez) |    |
|  |                                                   |    |
|  | Yalova Ortopedikler SK                            | 63 |
|  | Yalova Ortopedikler SK                            | 63 |
|  | ASD Padova Millennium Basket ONLUS                | 96 |
|  | ASD Padova Millennium Basket ONLUS                | 96 |

### Eurocup 4: Challenge Cup
L'organisation de l'EuroCup 4 est attribuée pour la première fois au club bosniaque du KKI Vrbas à Banja Luka. La composition des poules a été annoncée après le tour préliminaire de l'Euroligue (EL) :
| Poule A - KKI Vrbas Banja Luka (organisateur) - Pilatus Dragons RCZS (3e du groupe B de l'EL2) - KK Turkcell Lefkoşa (3e du groupe D de l'EL2) - BSR Amiab Albacete (1er du groupe B de l'EL3) | Poule B - RSC Köln 99ers (3e du groupe A de l'EL2) - Beit Halochem Haïfa (3e du groupe C de l'EL2) - Bidaideak Bilbao BSR (1er du groupe A de l'EL3) - TSK Rehab Merkezi Engelliler SK (1er du groupe C de l'EL3) |

| Banja · Luka Pilatus Dragons Lefkoşa Albacete Köln Haïfa Bilbao Pendik |

#### Phase de groupes
Groupe A

| Groupe A | Groupe A             | Groupe A | Groupe A | Groupe A | Groupe A | Groupe A | Groupe A | Groupe A | Groupe A |
|          | Équipe               | Pts      | G        | P        | Pm       | Pe       | Diff     | Dép      | Moy      |
| -------- | -------------------- | -------- | -------- | -------- | -------- | -------- | -------- | -------- | -------- |
| 1        | BSR Amiab Albacete   | 6        | 3        | 0        | 278      | 155      | +123     |          | 93-52    |
| 2        | KK Turkcell Lefkoşa  | 5        | 2        | 1        | 199      | 225      | -26      |          | 66-75    |
| 3        | KKI Vrbas Banja Luka | 4        | 1        | 2        | 164      | 205      | -41      |          | 55-68    |
| 4        | Pilatus Dragons RCZS | 3        | 0        | 3        | 170      | 226      | -56      |          | 57-75    |

| Légende | Légende                               |
| ------- | ------------------------------------- |
|         | Qualifié pour les 1/2 finales         |
|         | Reversé dans le tableau de classement |

Groupe B

| Groupe B | Groupe B                        | Groupe B | Groupe B | Groupe B | Groupe B | Groupe B | Groupe B | Groupe B | Groupe B |
|          | Équipe                          | Pts      | G        | P        | Pm       | Pe       | Diff     | Dép      | Moy      |
| -------- | ------------------------------- | -------- | -------- | -------- | -------- | -------- | -------- | -------- | -------- |
| 1        | Bidaideak Bilbao BSR            | 6        | 3        | 0        | 272      | 194      | +78      |          | 91-65    |
| 2        | TSK Rehab Merkezi Engelliler SK | 5        | 2        | 1        | 227      | 238      | -11      |          | 76-79    |
| 3        | RSC Köln 99ers                  | 4        | 1        | 2        | 196      | 213      | -17      |          | 65-71    |
| 4        | Beit Halochem Haïfa             | 3        | 0        | 3        | 167      | 217      | -50      |          | 56-72    |

| Légende | Légende                               |
| ------- | ------------------------------------- |
|         | Qualifié pour les 1/2 finales         |
|         | Reversé dans le tableau de classement |

#### Tableau final
Les équipes classées aux deux premières places de chaque groupe se disputent le titre.
|  | 1/2 finales                               | 1/2 finales                               |                    |    | Finale                                    | Finale                                    |
|  | 1/2 finales                               | 1/2 finales                               |                    |    | Finale                                    | Finale                                    |
|  |                                           |                                           |                    |    |                                           |                                           |
|  | 23 avril 2016, à Banja Luka (Salle Borik) | 23 avril 2016, à Banja Luka (Salle Borik) |                    |    | 24 avril 2016, à Banja Luka (Salle Borik) | 24 avril 2016, à Banja Luka (Salle Borik) |
|  | 23 avril 2016, à Banja Luka (Salle Borik) | 23 avril 2016, à Banja Luka (Salle Borik) |                    |    | 24 avril 2016, à Banja Luka (Salle Borik) | 24 avril 2016, à Banja Luka (Salle Borik) |
|  | BSR Amiab Albacete                        | 68                                        |                    |    | 24 avril 2016, à Banja Luka (Salle Borik) | 24 avril 2016, à Banja Luka (Salle Borik) |
|  | BSR Amiab Albacete                        | 68                                        |                    |    | 24 avril 2016, à Banja Luka (Salle Borik) | 24 avril 2016, à Banja Luka (Salle Borik) |
|  | TSK Rehab Merkezi Engelliler SK           | 61                                        |                    |    | 24 avril 2016, à Banja Luka (Salle Borik) | 24 avril 2016, à Banja Luka (Salle Borik) |
|  | TSK Rehab Merkezi Engelliler SK           | 61                                        | BSR Amiab Albacete | 82 |                                           |                                           |
|  | 23 avril 2016, à Banja Luka (USD Kampus)  |                                           | BSR Amiab Albacete | 82 |                                           |                                           |
|  |                                           | Bidaideak Bilbao BSR                      | 63                 |    |                                           |                                           |
|  | Bidaideak Bilbao BSR                      | Bidaideak Bilbao BSR                      | 63                 | 92 |                                           |                                           |
|  | Bidaideak Bilbao BSR                      |                                           |                    | 92 |                                           |                                           |
|  | KK Turkcell Lefkoşa                       | 53                                        |                    |    |                                           |                                           |
|  | KK Turkcell Lefkoşa                       | 53                                        | 3e place           |    |                                           |                                           |
|  |                                           |                                           |                    |    |                                           |                                           |
|  | 24 avril 2016, à Banja Luka (Salle Borik) |                                           |                    |    |                                           |                                           |
|  |                                           |                                           |                    |    |                                           |                                           |
|  | TSK Rehab Merkezi Engelliler SK           | 68                                        |                    |    |                                           |                                           |
|  | TSK Rehab Merkezi Engelliler SK           | 68                                        |                    |    |                                           |                                           |
|  | KK Turkcell Lefkoşa                       | 51                                        |                    |    |                                           |                                           |
|  | KK Turkcell Lefkoşa                       | 51                                        |                    |    |                                           |                                           |

Les équipes classées troisièmes de leur groupe s'affrontent pour la 5e place du tournoi, de même que les quatrièmes pour la 7e place.
|  | 5e place                                  |    |
|  |                                           |    |
|  | 23 avril 2016, à Banja Luka (Salle Borik) |    |
|  |                                           |    |
|  | KKI Vrbas Banja Luka                      | 76 |
|  | KKI Vrbas Banja Luka                      | 76 |
|  | RSC Köln 99ers                            | 69 |
|  | RSC Köln 99ers                            | 69 |

|  | 7e place                                 |    |
|  |                                          |    |
|  | 23 avril 2016, à Banja Luka (USD Kampus) |    |
|  |                                          |    |
|  | Pilatus Dragons RCZS                     | 82 |
|  | Pilatus Dragons RCZS                     | 82 |
|  | Beit Halochem Haïfa                      | 34 |
|  | Beit Halochem Haïfa                      | 34 |

## Classements finaux
| Rang               | EuroCup 1 Coupe des Clubs Champions | EuroCup 1 Coupe des Clubs Champions | EuroCup 2 Coupe André Vergauwen       | EuroCup 2 Coupe André Vergauwen | EuroCup 3 Coupe Willi Brinkmann    | EuroCup 3 Coupe Willi Brinkmann | EuroCup 4 Challenge Cup            | EuroCup 4 Challenge Cup |
| Rang               | Équipe                              | V-D                                 | Équipe                                | V-D                             | Équipe                             | V-D                             | Équipe                             | V-D                     |
| ------------------ | ----------------------------------- | ----------------------------------- | ------------------------------------- | ------------------------------- | ---------------------------------- | ------------------------------- | ---------------------------------- | ----------------------- |
| Médaille d'or      | CD Ilunion Madrid                   | 5-0                                 | RSB Thüringia Bulls                   | 5-0                             | BSR Getafe                         | 4-1                             | BSR Amiab Albacete                 | 5-0                     |
| Médaille d'argent  | RSV Lahn-Dill                       | 4-1                                 | BG Baskets Hamburg                    | 4-1                             | DECO Amicacci Giulianova           | 3-2                             | Bidaideak Bilbao BSR               | 4-1                     |
| Médaille de bronze | Unipol Sai Briantea84 Cantù         | 3-2                                 | CS Meaux BF                           | 3-2                             | BSR ACE Gran Canaria               | 4-1                             | Pendik Rehab Merkezi Engelliler SK | 3-2                     |
| 4                  | SSD Santa Lucia                     | 2-3                                 | BSR Fundación Grupo Norte Valladolid  | 1-4                             | CP Mideba Extremadura              | 3-2                             | KK Turkcell Lefkoşa                | 2-3                     |
| 5                  | Beşiktaş JK Galatasaray SK          | 1-2                                 | ASD Handicap Sport Cimberia Varese    | 2-2                             | Toulouse Iron Club                 | 2-2                             | KKI Vrbas Banja Luka               | 2-2                     |
| 6                  | Beşiktaş JK Galatasaray SK          | 1-2                                 | Ilan Ramat Gan                        | 1-3                             | Oldham Owls                        | 1-3                             | RSC Köln 99ers                     | 1-3                     |
| 7                  | GSD Porto Torres                    | 1-3                                 | Interwetten Coloplast Sitting Bulls   | 1-3                             | ASD Padova Millennium Basket ONLUS | 1-3                             | Pilatus Dragons RCZS               | 1-3                     |
| 8                  | BSC Rollers Zwickau                 | 0-4                                 | BKIS Nevskiy Alyans Sankt-Petersbourg | 1-3                             | Yalova Ortopedikler SK             | 0-4                             | Beit Halochem Haïfa                | 0-4                     |

## Classement IWBF des clubs à l'issue de la saison
L'IWBF édite chaque année un classement basé sur les performances des clubs dans les compétitions européennes sur les trois dernières années. Il permet de répartir les équipes dans les trois niveaux du tour préliminaire de l'Euroleague.
Classement arrêté à la fin de la saison 2015-2016
| Place | Équipe                                | Points | Évolution après 2016 |
| ----- | ------------------------------------- | ------ | -------------------- |
| 1     | CD Ilunion Madrid                     | 294    | +1                   |
| 2     | RSV Lahn-Dill                         | 291    | -1                   |
| 3     | Unipol Sai Briantea84 Cantú           | 277    | +1                   |
| 4     | SSD Santa Lucia Sport                 | 276    | en stagnation        |
| 5     | Galatasaray SK                        | 273    | -2                   |
| 6     | RSB Thüringia Bulls                   | 252    | en stagnation        |
| 7     | GSD Porto Torres                      | 243    | +3                   |
| 7     | Beşiktaş JK                           | 243    | +1                   |
| 9     | CS Meaux BF                           | 228    | en stagnation        |
| 10    | BG Baskets Hamburg                    | 202    | +7                   |
| 11    | BSR Getafe                            | 195    | en stagnation        |
| 12    | DECO Amicacci Giulianova              | 189    | en stagnation        |
| 13    | Hyères HC                             | 184    | -6                   |
| 14    | BSC Rollers Zwickau                   | 171    | +8                   |
| 15    | BSR Fundacion Grupo Norte Valladolid  | 164    | +11                  |
| 16    | Ilan Ramat Gan                        | 162    | +12                  |
| 17    | HB Le Cannet CA                       | 153    | -3                   |
| 18    | BSR ACE Gran Canaria                  | 149    | -1                   |
| 19    | Toulouse IC                           | 144    | +1                   |
| 20    | Beit Halochem Tel Aviv                | 142    | -4                   |
| 20    | Interwetten Coloplast Sitting Bulls   | 142    | +13                  |
| 22    | ASD Handicap Sport Cimberio Varese    | 141    | +21                  |
| 23    | Padova Millennium Basket ONLUS        | 136    | -4                   |
| 24    | BKIS Nevskiy Alyans Sankt-Petersbourg | 130    | +14                  |
| 25    | RSC Köln 99ers                        | 121    | -1                   |
| 26    | Oldham Owls                           | 119    | +2                   |
| 27    | Yalova Ortopedikler SK                | 106    | +12                  |
| 28    | Roller Bulls Sankt Vith               | 101    | -13                  |
| 28    | Beit Halochem Haifa                   | 101    | -5                   |
| 30    | BSR Amiab Albacete                    | 100    | +10                  |
| 31    | Pilatus Dragons RCZS                  | 99     | -7                   |
| 32    | ASD Polisportiva Nordest Gradisca     | 98     | -19                  |
| 33    | CP Mideba Extremadura                 | 95     | +10                  |
| 34    | KK Turkcell Lefkoşa                   | 86     | +1                   |
| 35    | Goldmann Dolphins Trier               | 80     | -15                  |
| 36    | Léopards de Guyenne Bordeaux          | 79     | -9                   |
| 37    | Bidaideak Bilbao BSR                  | 70     | +?                   |
| 38    | Meylan Grenoble HB                    | 68     | -6                   |
| 39    | CTH Lannion                           | 58     | +2                   |
| 40    | BasKi Neva Star Sankt-Petersbourg     | 57     | +5                   |
| 41    | Les Aigles de Meyrin                  | 54     | +7                   |
| 42    | Antwerp GEMBO Players                 | 53     | +5                   |
| 43    | CAPSAAA Paris                         | 52     | +3                   |
| 44    | TSK Rehab Merkezi ESK                 | 51     | entrée               |
| 45    | CAI DA Zaragoza                       | 50     | -9                   |
| 46    | CTO Papendal                          | 46     | -12                  |
| 47    | SC Devedo                             | 45     | +?                   |
| 47    | KKI Vrbas Banja Luka                  | 45     | +?                   |
| 49    | Kardemir Karabükspor Kulübü           | 40     | +?                   |
| 50    | Special Bergamo Sport                 | 38     | +?                   |